# جون فاريس
جون فاريس (بالإنجليزية: John Farris)‏ (1936، جفرسون سيتي في الولايات المتحدة)؛ كاتب سيناريو، كاتب، كاتب مسرحي وروائي أمريكي.

## روابط خارجية
- جون فاريس على موقع IMDb (الإنجليزية)
- جون فاريس على موقع ألو سيني (الفرنسية)
- جون فاريس على موقع أول موفي (الإنجليزية)
- جون فاريس على موقع قاعدة بيانات الأفلام السويدية (السويدية)
- جون فاريس على موقع قاعدة بيانات الفيلم (الإنجليزية)
- جون فاريس على موقع كينوبويسك (الروسية)